# Augochlora aticreis
Augochlora aticreis är en biart som först beskrevs av Joseph Vachal 1911.  Augochlora aticreis ingår i släktet Augochlora och familjen vägbin. Inga underarter finns listade.